# Iglesia de San Francisco (Pitigliano)
La iglesia de San Francisco es un edificio religioso ubicado en Pitigliano. Se encuentra situado fuera de las murallas, en el Poggio Strozzoni, a unos cientos de metros al norte del centro histórico. La iglesia es una parte integral del cercano convento de San Francisco y, en general, el complejo es claramente visible en el kilómetro 1 de la carretera provincial de Pitigliano, que es la prolongación de la calle San Francesco.

## Historia
La iglesia se comenzó a construir en 1522, en un proyecto de Antonio da Sangallo il Giovane, quien recibió el encargo directamente de Gianfranco Orsini, que en ese momento era el jefe del Condado de Pitigliano. Además de la iglesia, también se construyó el cercano convento franciscano, para dar una nueva y definitiva sede a los frailes de la orden, después de que estos abandonaran el convento original, ubicado en la zona del Palacio Orsini, para permitir la ampliación de este. La antigua sede de la orden en el santuario de la Virgen de la Gracia no era, de hecho, lo suficientemente grande para satisfacer las necesidades de los frailes.
Cuando las obras finalizaron, el edificio religioso quedó a total disposición de la orden durante bastante tiempo, y allí se realizaban los diversos servicios religiosos.
A pesar de la importancia arquitectónica y la fama acumulada por la iglesia, en 1911 se produjo un incendio, por causas no  determinadas con precisión, que daño gravemente toda la iglesia, que desde entonces ha permanecido prácticamente abandonada.
En los años setenta se realizó una restauración parcial para mantener la seguridad del edificio.

## Aspecto actual
La iglesia de San Francisco se presenta en forma de imponentes ruinas tras el terrible incendio que la destruyó casi en su totalidad en 1911. A pesar de los graves daños sufridos y el consiguiente abandono, la estructura arquitectónica todavía es claramente discernible, al igual que algunos elementos decorativos de gran valor, aunque precisen de una restauración.
Las paredes exteriores están cubiertas de piedra y toba, mientras que las paredes interiores están en su mayoría enlucidas. El interior de la iglesia, de una sola nave, está dividido en varias capillas laterales de forma poligonal, reconocibles incluso cuando se miran las paredes del complejo desde el exterior. Los altares y los elementos decorativos que los caracterizan están bastante bien conservados, donde el estilo manierista típico es evidente.
Algunos gabletes, que decoran la zona de detrás de los altares, incluyen en su interior los escudos de armas de la casa de Orsini, así como de sus antecesores, la casa Aldobrandeschi.